# Amyoplasie
Die Amyoplasie ist die häufigste Form der Krankheit Arthrogryposis multiplex congenita mit günstigem nicht fortschreitendem Verlauf. Sie wird auch „klassische Arthrogrypose“ oder „AMC-Kinder“ genannt.
Das Wort kommt von altgriechisch ἀ a, deutsch ‚Alpha privativum‘, altgriechisch μῦς, μυός mŷs, myós, deutsch ‚Muskel‘ und altgriechisch πλάσσειν plassein, deutsch ‚formen, bilden‘ und bedeutet Ausbleiben der Muskelbildung.
Hauptmerkmale sind eine charakteristische Handhaltung mit innenrotierter Schulter, gestrecktem Ellbogen und nach hinten außen rotiertem Handgelenk „Polizistentrinkgeld (Policeman tip appearance)“ und eine reduzierte Muskelmasse der Extremitäten.
Synonyme sind: Myodystrophia congenita; Dystrophia muscularis congenita; Myodystrophia fetalis deformans
Die Erstbeschreibung stammt aus dem Jahre 1880 durch Jules René Guérin, die Bezeichnung als Amyoplasia congenita wurde im Jahre 1932 durch den englischen Pädiater Wilfrid Sheldon geprägt.
Die Abgrenzung als eigenständiges Krankheitsbild gegenüber der AMC erfolgte im Jahre 1983 durch die kanadische Pädiaterin Judith G. Hall und Mitarbeiter.

## Vorkommen
Die Amyoplasie liegt bei etwa ein Drittel aller Patienten mit AMC vor. Die Häufigkeit ist bei eineiigen Zwillingen mit 8 % deutlich erhöht, das Vorkommen bei Geburt aus Beckenendlage gleichfalls wesentlich häufiger.

## Klinische Erscheinungen
Klinische Kriterien sind:
- unauffällige Familienanamnese, kein Nachweis von für AMC verantwortlichen Mutationen
- Gesichtsdysmorphien wie kapilläres Hämangiom des Mittelgesichts, rundes Gesicht, kurze Nase mit aufwärts gerichteten Nasenlöchern, leichte Mikrogenie, Kieferklemme möglich
- Skelettanomalien: Luxation des Radiusköpfchens, fehlende Kniescheibe, eventuell Skoliose
- symmetrische Kontrakturen aller vier Extremitäten: Innenrotation der Schulter, gelegentlich axilläre Pterygien; Streckkontrakturen des EBG als Kind, später Beugung; Handgelenk nach hinten außen rotiert; Beugekontraktur der Finger; teratogener Klumpfuß, Kiefer und Rumpf sind kaum betroffen
- reduzierte Muskelmasse, histologisch durch Fettgewebe ersetzt
- Kleinwuchs
- unauffällige geistige Entwicklung

Hinzu kommen Gelenkgrübchen, Abduktion in Hüftgelenk, Hüftdysplasie
In etwa 10 % finden sich begleitende Fehlbildungen wie Bauchwanddefekte oder Darmatresie.

## Diagnose
Die Diagnose ergibt sich aus der typischen Kombination klinischer Befunde.

## Therapie
Die Erkrankung spricht gut auf konservative Therapie mit früh beginnender Physiotherapie an.